# Estelle Youssouffa
Estelle Youssouffa Châtenay-Malabry, 31 de julio de 1978) es una política francesa, desde 2022 ejerce como diputada de la Asamblea Nacional por el primer distrito de Mayotte.

## Biografía
Youssouffa nació en Châtenay-Malabry, de padre militar y madre enfermera.
Estudió en Mayotte y obtuvo su bachillerato en una escuela secundaria de Mamoudzou.
Luego se unió al IUT de Tours donde se tituló en periodismo, para luego continuar sus estudios en la Universidad de Quebec en Canadá en la carrera de Ciencias Políticas.
Trabajó como periodista y presentadora de televisión  para las cadenas LCI, TV5 Monde, Al Jazeera, BFM TV e iTélé.

### Carrera política
Youssouffa se dío a conocer durante la crisis  de Mayotte en 2018, luego de ser candidata en las elecciones legislativas de Mayotte que tuvieron lugar  en 2022, por la primera circunscripción de Mayotte.
El 19 de junio de 2022, fue elegida diputada por el 1.er distrito electoral de Mayotte, como sucesora de Ramlati Ali.
En la Asamblea Nacional
El 22 de junio de 2022, Ela juntou-segrupo grupo de liberdades, independentes, ultramarinos e territórios, por lo que forma parte de la Comisión de Asuntos Exteriores. Asimismo, junto a otros seis diputados, fue nombrada vicepresidenta de la delegación de ultramar de la Asamblea Nacional.